# Tiefenbrunn (Eichigt)
Tiefenbrunn ist ein Ortsteil der Gemeinde Eichigt im Vogtlandkreis in Sachsen.

## Lage und Geographie

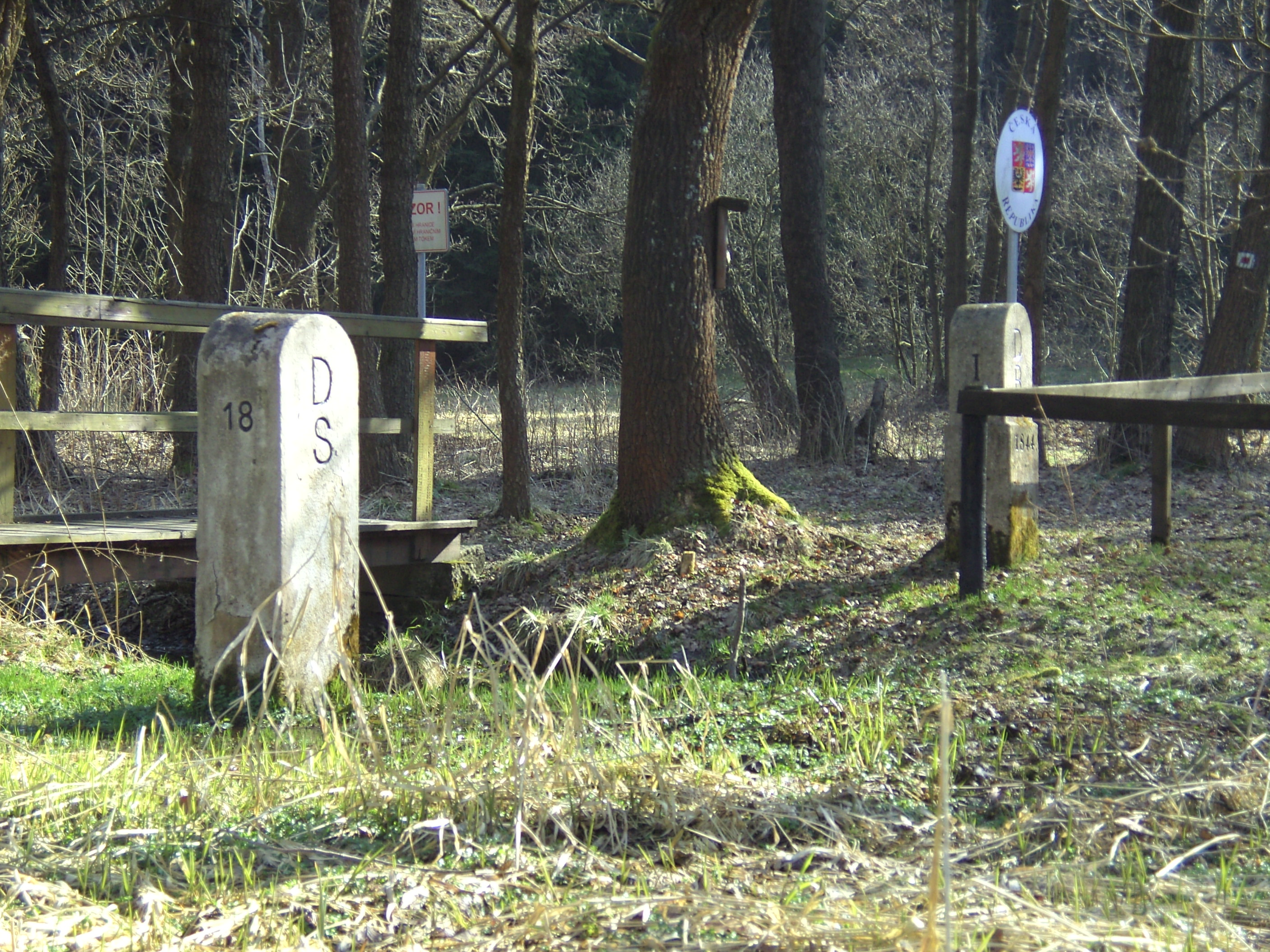
Dreiländereck Sachsen, Flur Tiefenbrunn (im Vordergrund links) – Bayern (rechts) – Tschechien (im Hintergrund)

Das Dorf liegt nahe der Landesgrenze zu Bayern und Tschechien im sächsischen Vogtland. Die Flur Tiefenbrunns hat  Anteil am Dreiländereck von Bayern, Sachsen und Böhmen.
Das Ortsgebiet liegt in höherem Gelände, abgeflacht südhängig, nahe der Wasserscheide von Weißer Elster und Saale, die sich  bei Halle (Saale) vereinigen. Das Dorf und die zugehörigen Ortsteile entwässern nach Bayern über die Regnitz in die Saale. Im Norden von Tiefenbrunn schließt sich ein größeres zusammenhängendes Waldgebiet an, in dem sich die Erhebungen Bubenstock und Platzerberg befinden. Tiefenbrunn mit verstreuten Ortsteilen ist von Feldern, Wiesen und Waldparzellen geprägt. Im Westen beim einstigen Ortsteil Wieden wird das Land komplett als Ackerfläche genutzt. Südlich des Ortes erstreckt sich das etwa 135 ha große Naturschutzgebiet Dreiländereck.

## Ortsgliederung
Tiefenbrunn hatte mit seinen Weilern und Höfen Streusiedlungscharakter, besitzt aber einen  Dorfkern.
Zur Gemeinde gehörten
- Birkigt
- Feilerhaus, 1974 zerstört
- Gräben im Tale, 1974 zerstört
- Hammerleithen, 1974 zerstört
- Hetzschenhaus, 1928 von Ebmath übertragen, zerstört
- Kugelreuth
- Pabstleithen, 1950 eingemeindet
- Wieden mit Oberwieden und Unterwieden, 1974 zerstört

Birkigt, Kugelreuth, Pabstleithen und Tiefenbrunn sind heute  Ortsteile von Eichigt. Birkigt und Kugelreuth gehören zur Gemarkung Tiefenbrunns.

## Geschichte
Das Dorf Tiefenbrunn wurde vermutlich im 14. Jahrhundert angelegt. Der Name lässt sich wahrscheinlich auf einen tiefen Moorbrunnen zurückführen, der sich dort befunden haben könnte. Bei der urkundlichen Ersterwähnung im Jahre 1405 war der Ort  bereits wüst und wurde „eine wustunge czu Tyfenbrune“ genannt. Wohl wiederaufgebaut und 1413 als „Tieffenbrun“ bezeichnet, soll der Ort mit seinen 8 Höfen wenig später im Hussitenkrieg wieder komplett zerstört worden sein. Er wurde 1487 noch als Wüstung verzeichnet.  Wohl im 16. Jahrhundert erfolgte die Wiederbebauung Tiefenbrunns.
Der Ort wurde nach Posseck gepfarrt. Laut einem Vistionsprotokoll von 1599 gehörten seine Bewohner teils zum Rittergut Posseck und teils zum Rittergut Sachsgrün. 1791 hatte auch das Rittergut Ebmath einen Anteil. Der Ortsteil Unterwieden gehörte hingegen lange Zeit zum bayerischen Gattendorf. Der Sage nach soll sich ein Fräulein von Reitzenstein aus dem Hause der Rittergutsbesitzer von Posseck im damals noch dichten Walde zu Wieden verirrt haben. Erst als sie das Glöcklein der Kirche zu Gattendorf vernahm, fand sie sich wieder zurecht. Aus Dankbarkeit schenkte sie der Kirche Gattendorf mehrere Ländereien und Wälder um Wieden zum Lehen. In den Meilenblättern von Sachsen, von 1780 bis 1806 gefertigt, sind noch weite Teile des Gebietes bis in die unmittelbare Ortslage von Tiefenbrunn als „königlich bayerische“ Besitztümer gekennzeichnet. Tiefenbrunn gehörte bis ins 19. Jahrhundert zum kursächsischen Amt Voigtsberg.

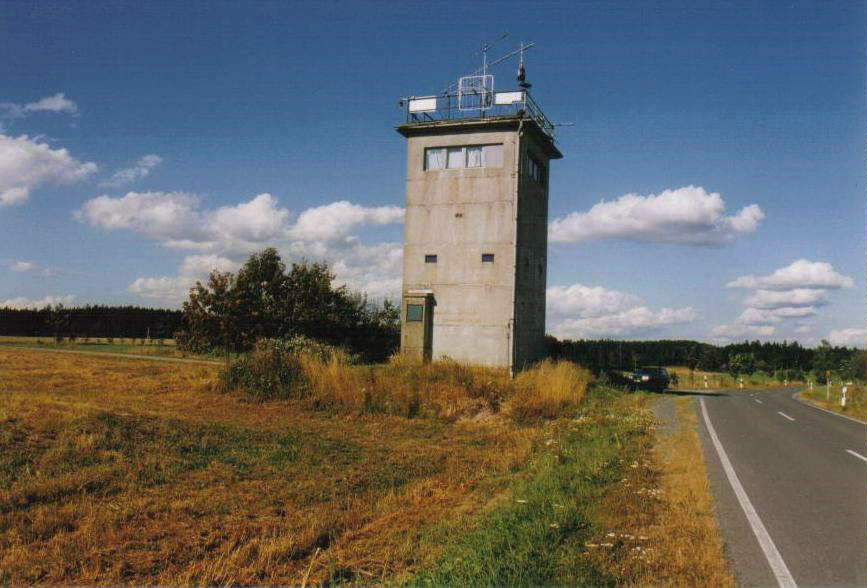
Wachturm zwischen dem einstigen Gräben im Tale und Feilehaus

Nach dem Zweiten Weltkrieg wurde das Leben in den Ortsteilen von Tiefenbrunn auf Grund der Nähe zur Innerdeutschen Grenze zunehmend schwieriger. Bereits in den 1950er Jahren wurden von der DDR-Staatssicherheit einzelne Zwangsaussiedlungen (Aktion Ungeziefer) vorgenommen. Bis zum Jahre 1974 wurden dann zusammen mit den Grenztruppen der DDR die Ortsteile Wieden mit Ober- und Unterwieden, Hammerleithen, Gräben im Tale und Feilehaus komplett entvölkert und zerstört. Tiefenbrunn selbst war bis 1989 nur mit Passierschein zu erreichen.
Am 1. Juli 1950 wurde die Gemeinde Pabstleithen eingegliedert.
1994 wurde Tiefenbrunn nach Eichigt eingemeindet. Die Grenzanlagen wurden weitgehend beseitigt und entlang der Grenze wurde das Naturschutzgebiet Dreiländereck als Teil des Naturschutzprojektes Grünes Band Deutschland eingerichtet.

## Öffentlicher Nahverkehr
Tiefenbrunn und sein Ortsteile sind durch die vertaktete RufBus-Linie 56 des Verkehrsverbunds Vogtland mit Oelsnitz und Eichigt verbunden. In Bergen besteht Anschluss zum RufBus nach Adorf.